# Gordana Inkret Subotičanec
Gordana Inkret Subotičanec (Bjelovar, 1967.) je hrvatska glumica. Glumačku karijeru imala je samo glumeći Dragu u hrvatskom filmu Vlak u snijegu. U srpnju 2011. godine, udala se, i kasnije dobila četvero djece. Danas radi kao trgovkinja.

## Filmografija
- Vlak u snijegu kao Draga (1976.)